# Mikhlaf
|  | Per a altres significats, vegeu «Mikhlaf (divisió administrativa)». |

Al-Mikhlaf o al-Mikhlaf al-Sulaymani (àrab: المخلاف السليماني, al-Miẖlāf as-Sulaymānī) és una regió de l'Aràbia Saudita que es correspon a la província d'Asir. Sota els ziyadites del Iemen (819-1018) el territori de la regió de Tihama situat entre al-Shardja al sud i Haly al nord fou dominat per l'emir d'Àtthar, Sulayman ibn Tarf al-Hakamí, i va rebre el nom de Mikhlaf dels Tàrfides (Mikhlaf Ibn Tarf) o al-Mikhlaf as-Sulaymaní. Fou conegut sovint només com a Mikhlaf, nom que ha arribat fins a temps moderns, tot i que a partir del segle xix la regió s'anomena Asir.